# Armando William Tamburella
Armando William Tamburella (Cincinnati, 23 febbraio 1919 – Roma, 14 giugno 1999) è stato un regista italiano.

## Biografia
Nacque negli USA, a Cincinnati nell'Ohio, da Maria Gullia e Silvestro Tamburella, professore di letteratura italiana, e primo fondatore di un giornale per italoamericani. Nel 1937 la famiglia tornò in Italia. Insieme al fratello Paolo W. Tamburella, entrò nel mondo del cinema, prima come aiuto regista e poi come assistente alla produzione.
Fu accanto a Vittorio De Sica durante le riprese di Sciuscià: conoscendo bene la lingua, stabilì i contatti con i soldati americani che appaiono nel film.
Nel 1955, gira il suo primo film Oro, donne e maracas, dopo il quale la sua attività sarebbe stata molto frammentaria, sino agli anni 60 quando realizzerà gli altri due film con i quali chiuse la sua carriera di regista cinematografico per iniziare quello di regista televisivo in Rai fino al 1989.

## Filmografia

### Regista
- Oro, donne e maracas, (1955)
- Mina... fuori la guardia, (1961)
- Fra' Manisco cerca guai..., (1961)

### Aiuto regista
- Sambo di Paolo William Tamburella (1950)
- Il romanzo della mia vita di Lionello De Felice (1952)